# Gertrud Klein
Gertrud Emelia Klein, född 22 maj 1895 i Bankeryds församling, Småland, död där 25 januari 1980, var en svensk målare. 
Hon var dotter till skräddarmästaren Johan Emil Klein och Gustava Matilda Ekmark. Klein studerade för Birger Simonsson och Carl Ryd vid Valands målarskola  i Göteborg och vid Académie de la Grande Chaumière i Paris samt under studieresor till bland annat Nederländerna, Belgien och Danmark. Separat ställde hon ut på Gummesons konsthall i Stockholm och hon medverkade i samlingsutställningar i Jönköping, Nässjö och Huskvarna. Hennes konst består av porträtt, stilleben, figurkompositioner, hamnbilder och landskap med motiv från Trollhättan i olja och pastell.